# Лука Говедаров
Лука Иванов Говедаров е български журналист, председател на Съюза на провинциалните журналисти и главен редактор на пловдивския вестник „Юг“.

## Биография
Лука Говедаров е роден на 3 юли 1890 г. в град Пловдив, в семейството на Иван Говедаров и Мария Пранчова. Баща му е известен с редакторската си работа във вестник „Марица“ в Пловдив, също така управлява книжарницата на дружество „Промишление“ в Цариград.
Завършва Юридическия факултет в Софийския университет. По време на обучението си в университета работи като репортер във вестниците „Вечерна поща“ и „Утро“. През 1912 г. заминава за Швейцария, където следва журналистика до 1914 г. След като се завръща в Пловдив става главен редактор на вестник „Юг“. Говедаров пише статии, рецензии и преводи. Води рубриката „Ако грешим, поправете ни“, пише и хумористични статии като се подписва с псевдонима Гърмидолски. През 1930 г. вестник „Юг“ се сдобива със собствена сграда, в която се помещава администрация, редакцията и собствена печатница с модерни машини.
Лука Говедаров е изключен от Съюза на провинциалните журналисти. Той умира в изолация през 1950 г.

## Съюз на провинциалните журналисти

### Кратка история
Съюзът на провинциалните журналисти е създаден през 1924 г., в град Плевен по време на Първия конгрес на съюза. Вторият конгрес на Съюза на провинциалните журналисти се провежда на 28,29 и 30 октомври 1925 г. в Търново.Присъстват 40 делегати от 70 вестника. Председателстващ събитието е журналиста Петър Драгулев, редактор и издател на варненския в-к „Търговска и промишлена защита“, зам. председатели – Теодоси Кънчев от Търново и Иван Стоенчев от Стара Загора и със секретар д-р Юрданов от Плевен. Тогава е избран и УС с председател Стоян Никифоров, зам. председател Ангел Симеонов, секретар Попов, съветници Петър Драгулев и Владимир Биков от Русе. Съюзът на провинциалните журналисти е приет за член на Международния съюз на дружествата по печата с писмо от 29 юни 1932 г.
Лука Говедаров развива активна дейност за запазването на Съюза. Като юрист той прави опити да легитимира първоначалното название – Съюз на журналистите в България, което обаче влиза в противоречие с нормативните актове организацията да отразява регионалния си облик. Дружеството на столичните журналиси също изрзява несъгласие, защото с приетото име се обхваща цялата страна. Държавните регистрационни органи задължават организацията да добави към името си „провинциални“. Говедаров и Управителния съвет изразяват несъгласие, заради разбирането си, че България не може да се дели на столица и провинция, но Говедаров с компетентността си на юрист намира изход от ситуацията като вместо провинциални, вписва в регистъра за утвръждаване определението „професионални“. Десетият редовен конгрес взема решение да се свика извънреден конгрес, който да одобри промените в названието и да ги впише в съюзния устав. Но проблемът не се решава и председателят – Лука Говедаров поема в друга насока – за съдебна регистрация. Въпреки че тя се санкционира, от нея не следват правни последици за узаконяване на устава и името на Съюза, тъй като това право принадлежи на Министерството на вътрешните работи и народното здраве. С този последен опит се слага и край на усилията да се отхвърли определението „провинциални“.
Едно от най-значимите дела на Съюза е обнародването на „Златния алманах на България“. Той има научнопопулярен характер, като текста е на два езика – български и френски и е богат с илюстративен материал. Книгата е пътеводител и ориентир, в който се съдържа всестранна информация за България.
Лука Говедаров е сред инициаторите да се постави начало на съюзно списание „Български журналист“, и той е избран за негов редактор. Изданието представя пред обществото целите на провинциалната организация.
В първите месеци на деветосептемврийската власт журналисти застават срещу журналисти-професионалисти, за да отхвърлят с политически мотиви техните познания, опит и принос за развитието на вестникарството, така Говедаров вече не е част от Съюза и трудно възприема незаслужената обществена изолация.
Дружеството на столичните журналисти и Съюзът на провинциалните професионални журналисти в България продължават да съществуват като самостоятелни творчески организации до 24 декември 1944 година. На тази дата общи събрания на двете организации решават да се обединят в Съюз на журналистите в България. На проведеното съвместно заседание на двете организации са одобрени приетите от тях декларации за обединението и е утвърден устав на новата журналистическа гилдия. За председател на Управителния съвет е избран Петко Пенчев, а за почетен председател – Тодор Павлов.

### Издания
- Златният алманах на България.   Съюз на провинциалните журналисти в България, 1942.
- Колектив. Лука Говедаров в културните летописи на България: Культура: История, современность, перспективы.   Москва, Международный сборник статей, 2014. ISBN 978-5-91628-158-3. с. 80 – 84.